# Резолюция Совета Безопасности ООН 1781
Резолюция Совета Безопасности ООН 1781 — документ, принятый единогласно 15 октября 2007 года, продлевающий мандат Миссии ООН в Грузии по урегулированию конфликта в Абхазии, Грузии до 15 апреля 2008 года.

## Содержание
Совет Безопасности, ссылаясь на все свои соответствующие резолюции, включая резолюцию 1752 от 13 апреля 2007 года (S/RES/1752), приветствуя доклады Генерального секретаря о деятельности Миссии Организации Объединенных Наций по наблюдению в Грузии от 18 июля 2007 года (S/2007/439) и от 3 октября 2007 года (S/2007/588); отмечая с серьезной озабоченностью все недавние инциденты с применением оружия, которые осложнили процесс урегулирования конфликта в Грузии, выражая сожаление, в особенности в связи с теми, в ходе которых погибли люди, и вновь подтверждая важность поддержания разъединения сил и сохранения прекращения огня; поддерживая непрерывные усилия, предпринимаемые Генеральным секретарем и его Специальным представителем при помощи Группы друзей Генерального секретаря, а также Российской Федерацией в ее качестве содействующей стороны и ОБСЕ, подчеркивая усиление значения встреч в женевском формате как форума для конструктивного политического диалога; вновь подтверждает приверженность всех государств-членов суверенитету, независимости и территориальной целостности Грузии в пределах ее международно признанных границ и поддерживает все усилия Организации Объединенных Наций и Группы друзей Генерального секретаря, в основе которых лежит их решимость способствовать урегулированию грузино-абхазского конфликта только мирными средствами и в рамках резолюций Совета Безопасности; вновь заявляет о своей решительной поддержке МООННГ, призывает стороны в полном объеме сотрудничать с миссией, считает необходимым
расширить возможности миссии по наблюдению, как это рекомендовано МООННГ в «Докладе Совместной группы по установлению фактов об инциденте с ракетным обстрелом 11 марта 2007 года в верхней части Кодорского ущелья, а также в докладе Генерального секретаря S/2007/588 от 4 октября 2007 года, и просит Генерального секретаря продолжить изучение вариантов осуществления этих рекомендаций и информировать Совет о ходе работы; призывает грузинскую сторону обеспечить, чтобы ситуация в верхней части Кодорского ущелья соответствовала положениям Московского соглашения о прекращении огня и разъединении сил от 14 мая 1994 года; и призывает абхазскую сторону проявлять сдержанность в связи с обязательствами Грузии в отношении Кодорского ущелья; выражает серьезную озабоченность в связи с продолжающимися многочисленными нарушениями режима прекращения огня и разъединения сил в зоне конфликта; выражает серьезную озабоченность по поводу произошедших в зоне конфликта и за ее пределами инцидентов, которые были отмечены МООННГ и отражены в докладах Генерального секретаря от 18 июля и 4 октября 2007 года, включая те, которые произошли 11 марта 2007 года и 20 сентября 2007 года; приветствует обещание возобновить регулярные консультации в рамках четырехсторонних совещаний, данное обеими сторонами в ходе совещания, состоявшегося в Бонне 27 и 28 июня 2007 года под председательством Организации Объединенных Наций, и настоятельно призывает обе стороны наконец-то выполнить это обещание; постановляет продлить мандат МООННГ на следующий период, заканчивающийся 15 апреля 2008 года; просит Генерального секретаря использовать этот мандат, с тем чтобы оказывать сторонам поддержку в осуществлении мер, направленных на укрепление доверия и налаживание активного и конструктивного диалога, в целях достижения прочного и всеобъемлющего урегулирования, включая содействие в проведении встречи на самом высоком уровне, и информировать Совет о прогрессе, достигнутом в этом отношении, в его следующем докладе о положении в Абхазии, Грузия; решительно поддерживает усилия Специального представителя Генерального секретаря и призывает Группу друзей Генерального секретаря продолжать оказывать ему свою неослабную и единую поддержку; постановляет продолжать активно заниматься этим вопросом.